# Krinolin

Alba Enbom i krinolin 1860.

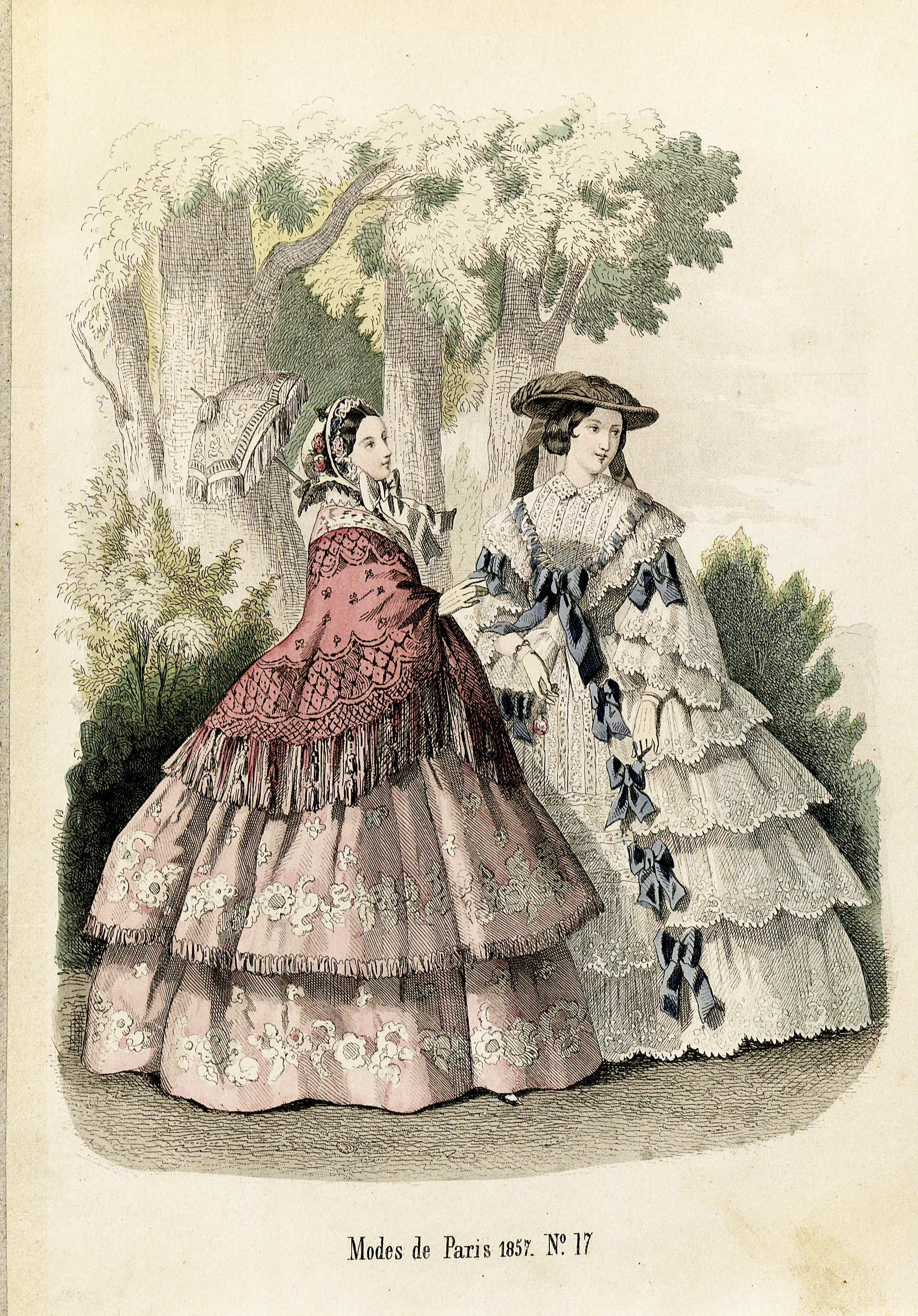
1850-talets runda krinolin med de typiska volangerna. Ur Penelope: Nyaste Journal för Damer 1857.

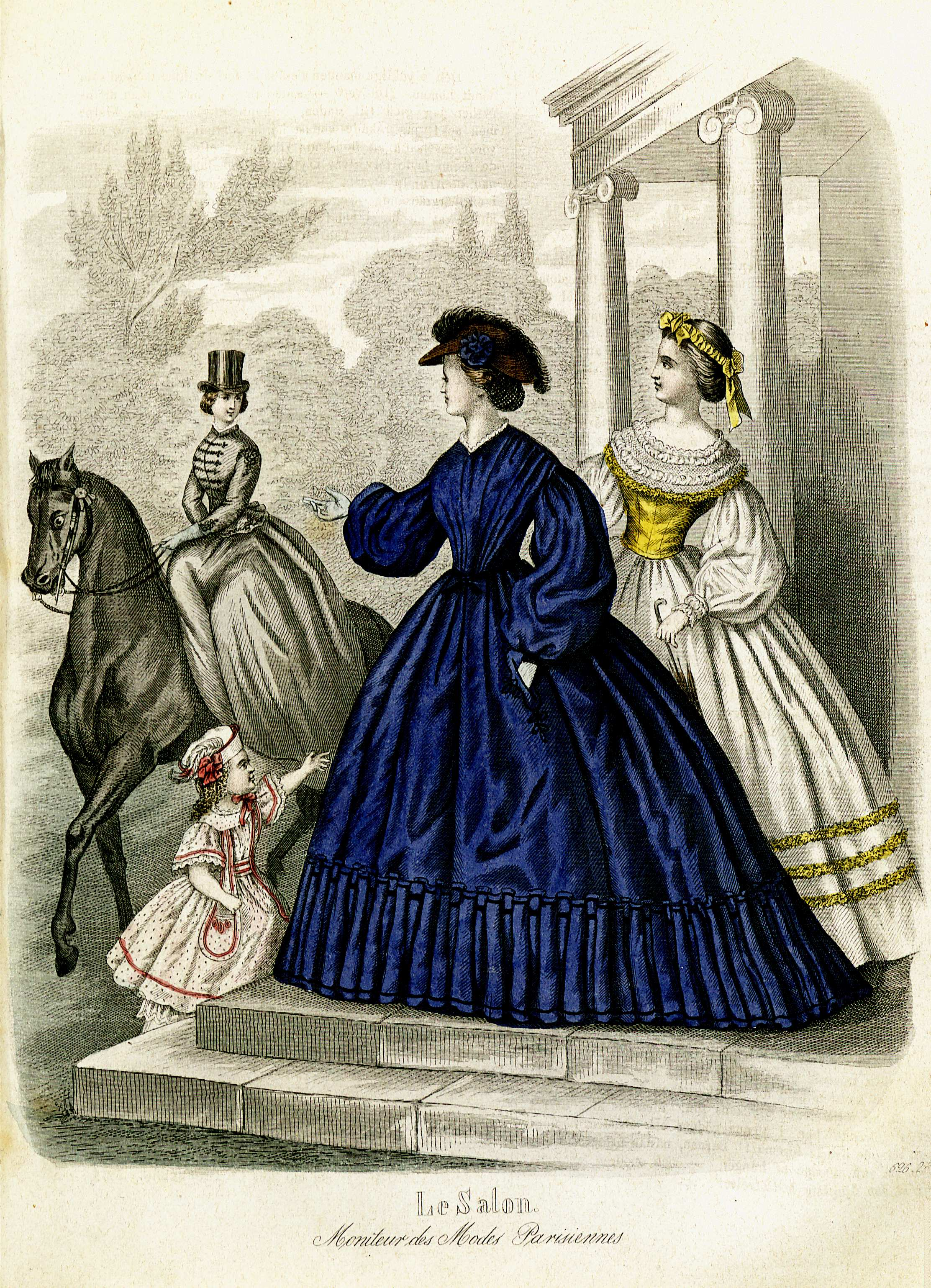
1860-talets trattformade krinolin. Ur Nyaste journal för damer 1862.

Krinolin (franska crinoline, av latin crinis ’hår’) är ursprungligen tageltyg, vävnad med inslag av tagel och varp av lin, som användes till ett slags vid underkjol, bestående av glest sittande ringar av fiskben, rotting eller fina stålskenor, som användes för att spänna ut kjolen, så att den fick en klocklik form och står ut vitt från kroppen. 
Den egentliga krinolinen var modern 1855-1870. Beteckningen har dock i vidare benämning använts också om dess föregångare, 1500-talets vertugall och 1700-talets panier, men detta är egentligen inkorrekt, och formen på dessa såg inte likadana ut.

## Historik

### Bakgrund
Från slutet av 1830-talet hade modet dikterat allt vidare kjolar. Under 1840-talets gång användes allt fler underkjolar för att åstadkomma effekten, och man experimenterade med olika former av styvnader. Den första sådan "krinolin" var en underkjol styvad med tagel, gjord på engelska Thompsons konfektionsfabrik år 1839. Inga styva underkjolar uppfyllde dock helt kraven, och bärarna uppfattade de allt fler underkjolarna som obekväma och tyngande. 

### 1850-talet
I början av 1850-talet var modet närmast besatt av en bred kjolvidd. Både klänningens kjol och underkjolarna pryddes med många stärkta volanger, och många underkjolar stärkta på olika sätt bars under klänningen för att öka vidden. De många underkjolarna innebar stor otrivsel för bärarna, och det fanns ett behov av någon typ av uppfinning som kunde befria kvinnorna från underkjolarna och ändå uppfylla modets krav på en stor kjolvidd. 
Den fristående krinolinen av graderade stålringar blev modern 1855 i Frankrike, i analogi med den under 1700-talets förra del brukade styvkjolen. Denna krinolin innebar att bäraren slapp alla de lager av många underkjolar som tidigare hade använts, höll undan kjolarna från benen och gjorde det möjligt att röra benen fritt under krinolinen, obehindrade av tyglager. Krinolinen sågs ur detta perspektiv som en framgång, och blev enormt populär. 
Krinolinen kunde bestå av en ställning stålringar hängande i tyg eller läderringar, eller av ståltrådsringar insydda i kanaler i en underkjol av tyg. Denna konstruktion innebar att krinolinen kunde vikas ihop av dess bärare då hon till exempel ville komma igenom en dörr eller sitta ned. 
Krinolinen var under 1850-talet cirkulär till formen, och bredde sig ut rakt från stussen och sedan som en rund kupa ned mot golvet. Under hela 1850-talet var det dessutom modernt med volanger, som ytterliga underströk denna runda form. Krinolinen var som vidast under åren 1858-1860. De kallades skämtsamt för criades (’skrik’), när de blev som vidast, eftersom det gnisslade om stålet och lät om kjolarna som frasade då bäraren rörde sig.

### 1860-talet
Under 1860-talet ändrade krinolinen form. Modesäsongen år 1861 lanserade en trattformad krinolin, vars vidd låg på de nedersta ringarna snarare än runt stussen, och de följande åren drogs vidden alltmer från framsidan till sidorna, för att slutligen koncentrera sig åt baksidan.  
Detta åstadkoms genom att man tog bort flera av ringarna på framsidan och upptill, medan man lät de på sidorna, baksidan och nedtill vara kvar. 
År 1864 lanserades halvkrinolinen, ibland kallad "krinoletten", i Paris. Krinoletten var halvcirkelformad och bredde nästan enbart ut sig åt baksidan, med en blygsam vidd fram. Denna utvecklades de följande åren, allteftersom fler ringar togs bort på framsidan, sidorna och längst ned. 1867 bestod krinoletten endast av tre ringar längst ned och var helt trattformad; samtidigt blev den draperade överkjolen modern, något som följande år kom att spela roll för utvecklingen, då den drog fokus mot draperingarna över stussen. 
1869 krympte krinolinen så kraftigt i storlek att den knappt längre syntes: fokus låg istället på överkjolens draperingar över stussen, och krinoletten förstärktes nu istället med ringar över stussen medan ringarna längst ned togs bort, vilket innebar att krinolinen år 1870 blev en fullt utvecklad turnyr, och därmed var krinolinen inte längre modern.

### Senare motsvarigheter
Under första världskriget åren 1915–1917 förekom den så kallade "krigskrinolinen". Det rörde sig om en vadlång kjol gjord av en oerhörd mängd tyg, som bars ovanpå flera lager av underkjolar, vilket påminde om den tidigare krinolinen.
1947 blev vida kjolar blev återigen mode enligt stilen "New Look" som lanserades då, och vida kjolar var sedan moderna till 1960-talets början. År 1956 kom en modern variant av krinolinen, den så kallade hula-hoppringen, en underkjol med midjeband och elastiska trådar som i knähöjd var fästade vid en nylonring. På 1960-talet ersattes de vida kjolarna av de korta minikjolarna. 
Krinolinen lanserades återigen år 1984 av den brittiska modedesignern Vivienne Westwood, som använde den i modifierad form till sina minikjolar, så kallade "mini crini", där hon istället för metallförstärkningar använde vadderingar.

## Eftermäle
1800-talets krinolin blev under sin samtid föremål för ständiga karikatyrer i pressen och inom fiktionen i både skrift och bildform. Ständiga karikatyrer avbildade krinoliner i komiska situationer: krinoliner som blåste bort kvinnor med vinden, som svepte undan fotgängare på trottoaren och trängde ut passagerare från vagnar och som hindrade män att komma i närheten. 
Inom modevärlden sågs krinolinen som en framgång och en befrielse från de många underkjolar som tidigare hade burits, då bärare slapp alla de många tyglagren av underkjolar och kunde röra benen fritt under krinolinen, obehindrade av tyg. Samtidigt innebar de också vissa risker: den stora mängden tyg var brandfarlig och krinolinställningen gjorde elden svår att släcka för bäraren som inte kunde nå runt alla kanter på krinolinen. Krinolinen var klumpig och gjorde att bäraren kunde välta omkull saker och stöta emot andra personer utan att själv märka det. 
Krinolinen fortsatte att karikeras långt efter att den blivit omodern.

### Samtida röster
Krinolinen var mycket omtyckt av kvinnor därför att den gjorde att bäraren slapp underkjolar och kunde röra sina ben fritt. Eftersom krinolinen blev massproducerad och billig kunde den användas av alla samhällsklasser, även av arbetarkvinnor och tjänsteflickor, vilket gjorde att krinolinen som samhällsfenomen fanns överallt och uppmärksammades vida i pressen. 
En fråga som ofta togs upp var den plats krinolinen tog, vilket bland annat gjorde att kvinnor trängde undan män på trottoarerna och orsakade platsbrist i det offentliga rummet. En man anmärkte i New York Times: ”Att ta sig fram längs Broadway är inte enkelt. Den bästa lösningen för en ridderlig herre som blir trängd av krinolinerna är att stiga ned från trottoaren och ut i körbanan,” och en annan man klagade i brittiska The Times: ”Damer insisterar på att bära krinolin vid kyrkobesök. Bänkar som är avsedda för fyra personer räcker nu knappt till två,” medan en parisisk chaufför klagade på att modet skadade hans verksamhet, då ”En omnibuss med 20 platser rymmer numera bara fyra personer”, och journalist från en fullsatt föreläsningssal år 1858 rapporterade att ”Det förekom stora krinolinkrockar”. En krinolin som fick en stöt kunde vippa upp och visa benen, vilket gjorde att samtida predikanter ibland beskrev krinolinen som osedlig.
Sådana konsekvenser var föremål för skämtteckningar i pressen, men det fanns också mer allvarliga problem. Efter en stormig 
februarilördag år 1858 skrev till exempel väderreportern i The New York Times: ”Luften var bitande kall och det blåste med hårda vindbyar. Kvinnor i yviga krinoliner hade svårt att ta sig fram i vinden, eller blåstes framåt ännu fortare än de egentligen ville.” Faktum var att det förekom att vinden kunde ta tag i en krinolin och till exempel kunde blåsa ned en kvinna i vattnet från kajen, något som under en tid av bristande simkunnighet kunde vara farligt. Det förekom också att industriarbetare bar krinolin under arbetstid, vilket gjorde att dessa kunde dras in i maskinerna, med skador och dödsfall som följd. 
Den mest uppmärksammade faran med krinolinen var det faktum att den kunde fatta eld. Det var lätt hänt under en tidsperiod med många tända ljus och öppna spisar och brandfarliga tyger. När en krinolin hade fattat eld var det svårt för dess bärare att själv släcka elden, liksom för andra kvinnor, som själva bar krinolin. En typisk sådan incident omtalas av lady Dorothy Nevill, vars krinolin plötsligt fattat eld av en gnista, då hon befann sig i ett rum med enbart andra kvinnor närvarande: 
”Inom loppet av en sekund stod jag i lågor. Ingen av de övriga damerna kunde göra mycket för att hjälpa mig, eftersom deras enorma krinoliner gjorde dem nästan totalt hjälplösa i närheten av eld. Om de kommit för nära mig skulle de själva snart ha stått i ljusan låga.” Nevill lyckades släcka elden på egen hand genom att rulla sig i mattan på golvet, men drabbades av brännskador på armarna. 
Brandfaran med krinoliner uppmärksammades i samtida press, och den 8 december 1863 inträffade den mest berömda incidenten av detta slag; Incendio de la Iglesia de la Compañía. I Santiago i Chile samlades uppemot 3 000 kyrkobesökare för att fira mässa i Iglesia de la Compañia. Den var en särskild mässa som firades för Jungfru Maria, och kvinnorna var finklädda i stora krinoliner. Innan mässan började antändes plötsligt draperierna vid altartavlan av levande ljus. Elden var mycket plötslig och spred sig snabbt bland brandfarliga textilier. The London Journal och The New York Times rapporterade att panik utbröt bland kvinnorna, som genast rusade mot dörrarna. Alla sidodörrar var dock låsta, och alla rusade därför mot huvudingången. Där blev trängseln så stor att passagen genast täpptes igen. Trängseln blev ännu värre när krinolinerna packades ihop i gången och trasslades in i varandra, vilket gjorde att kvinnorna inte kunde trassla sig loss från varandra utan fastnade i gången: ”De blev fullständigt hopkilade och kunde varken komma undan eller släppa fram andra. För varje sekund blev mängden allt högre och mer kompakt. Inte en enda av dem kunde ta sig loss." Manliga åskådare försökte dra loss kvinnor som fastnat i huvudingången, men det lyckades inte förrän en av dem kastade sin lasso om några och drog loss dem med hjälp av sin häst. Två tredjedelar av kvinnorna avled: 
”På bara en kvart förvandlades 2 000 kvinnor – som några ögonblick tidigare varit strålande och vackra i livets frodigaste flor – till brända, sotiga, förfärliga lik, motbjudande att se på och omöjliga att känna igen”, berättade The London Journal.

## Galleri

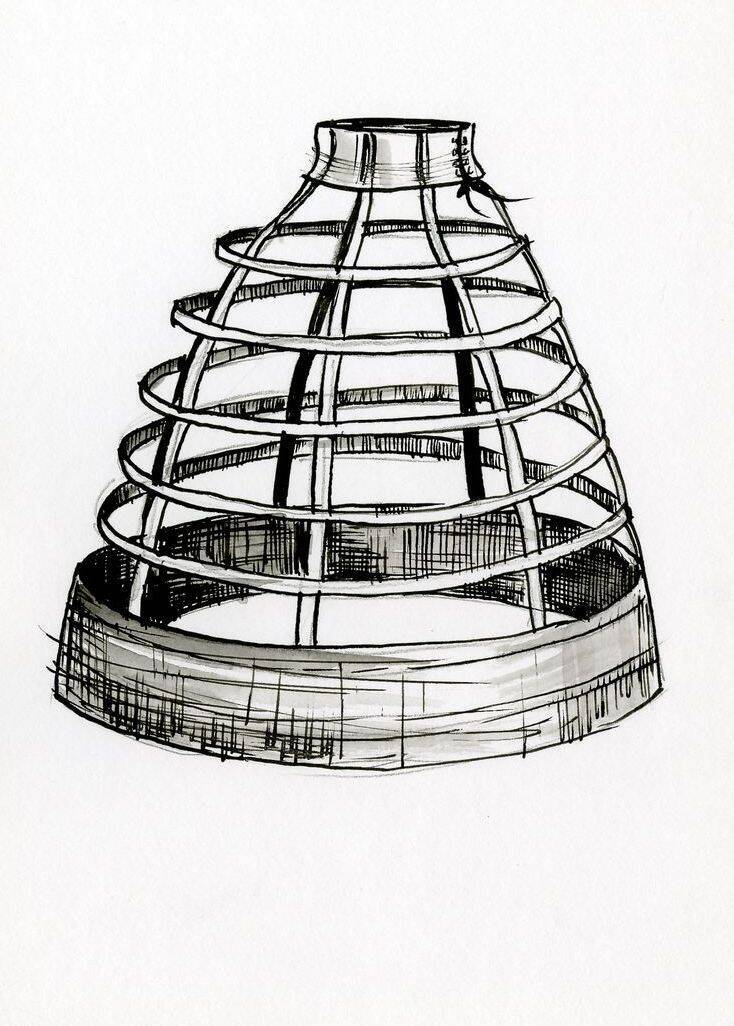
Krinolin.
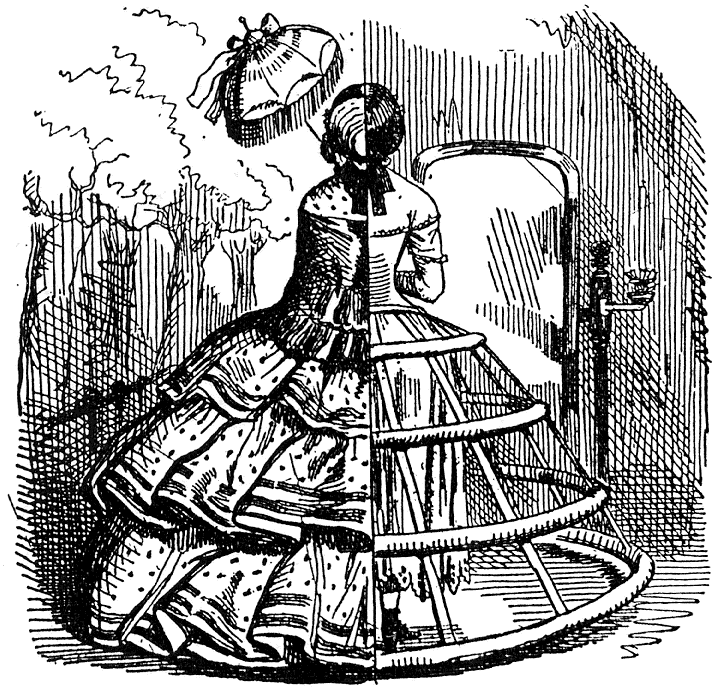
Krinolin i genomskärning (1856)
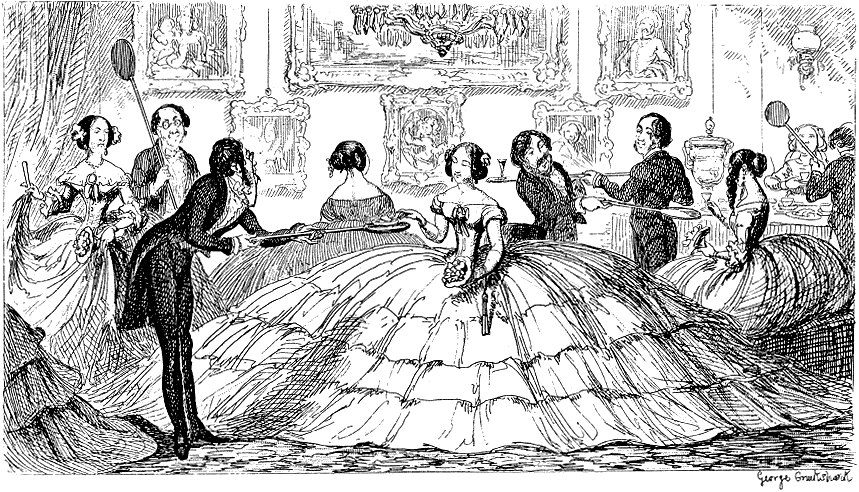
Brittisk krinolin-karikatyr: män måste använda redskap för att kunna komma i kontakt med kvinnor på bal.
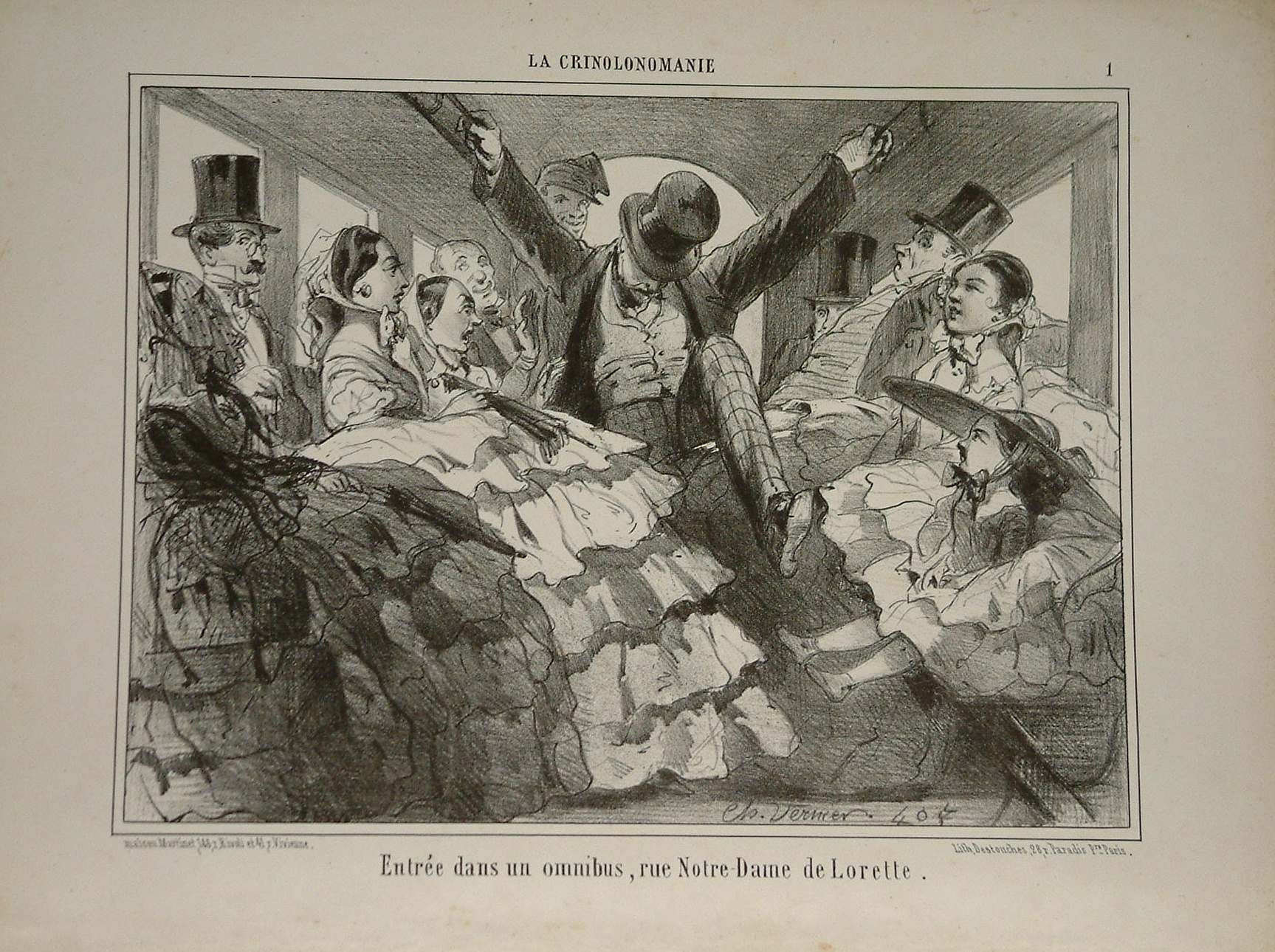
Fransk krinolin-karikatyr: krinolinerna tar upp all plats i en bussvagn (omnibuss) och gör det svårt för män att ta sig fram.
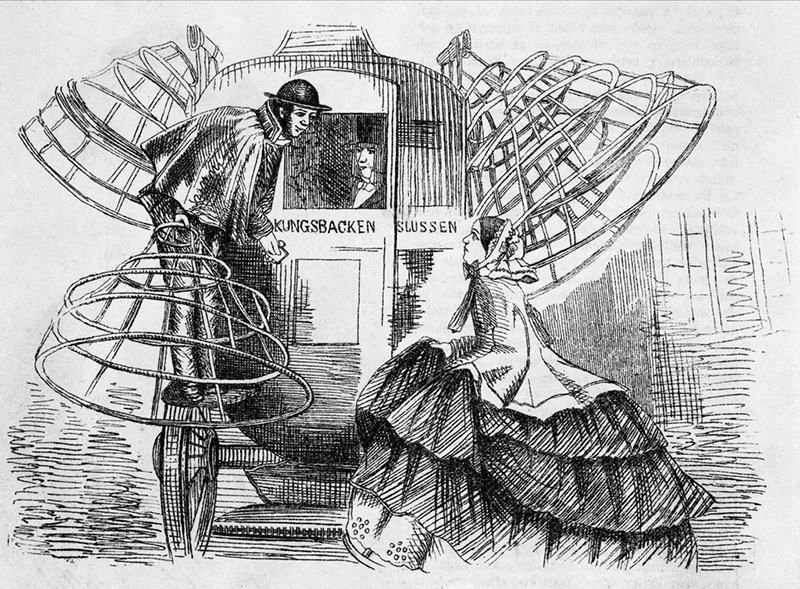
Svensk krinolin-karikatyr: kvinnor måste hänga av sig sina krinoliner innan de släpps in på bussen. Illustrerad Tidning nr. 41, 1858.